# جيتيس سيروتافيشيوس
جيتيس سيروتافيشيوس (بالليتوانية: Gytis Sirutavičius)‏ مواليد 12 يناير 1983 في بانيفيزيس، ليتوانيا، هو لاعب كرة سلة ليتواني. بدأ مسيرته الاحترافية في سنة 2000. يلعب مع أوتينوس يوفنتوس. يحمل الرقم 9. يبلغ طوله 6 قدم 5 بوصة (2.0 م).

## المسيرة الاحترافية
لعب مع نادي ليتكابليس لكرة السلة من سنة 2000 إلى 2002، ثم لعب مع نادي نفيجيس لكرة السلة من سنة 2005 إلى 2007، ثم لعب مع نادي ليتكابليس لكرة السلة في سنة 2009.